# Municipio de Munro
El municipio de Munro (en inglés: Munro Township) es un municipio ubicado en el condado de Cheboygan en el estado estadounidense de Míchigan. En el año 2010 tenía una población de 571 habitantes y una densidad poblacional de 6,27 personas por km².

## Geografía
El municipio de Munro se encuentra ubicado en las coordenadas 45°35′59″N 84°39′42″O / 45.59972, -84.66167. Según la Oficina del Censo de los Estados Unidos, el municipio tiene una superficie total de 91.09 km², de la cual 73,56 km² corresponden a tierra firme y (19,25 %) 17,54 km² es agua.

## Demografía
Según el censo de 2010, había 571 personas residiendo en el municipio de Munro. La densidad de población era de 6,27 hab./km². De los 571 habitantes, el municipio de Munro estaba compuesto por el 96,15 % blancos, el 0,7 % eran afroamericanos, el 1,05 % eran amerindios y el 2,1 % eran de una mezcla de razas. Del total de la población el 0,18 % eran hispanos o latinos de cualquier raza.